# The Sims 4: Get to Work
| Агрегатор    | Оцінка |
| ------------ | ------ |
| GameRankings | 73.91% |
| Metacritic   | 73%    |

| Видання  | Оцінка |
| -------- | ------ |
| GameZone | 7.5/10 |

The Sims 4: Get to Work — перше доповнення для комп'ютерної гри жанру стратегічного симулятору життя The Sims 4. У США вийшло 31 березня 2015. Пакет додає чотири нові активні ігрові кар'єри: Детектив, Науковець, Лікар та продавець товарів по роздрібним цінам. Доповнення також включає новий район під назвою Магнолія Променейд, в якому знаходиться велика кількість нових магазинів. Схожими доповненнями є The Sims 2: Open for Business та The Sims 3: Ambitions.

## Нововведення
- Нова характеристика: Опір до захворювань (виграшна характеристика)
- Нова форма життя: прибулець
- Нові досягнення: Прибулець серед нас, Занесений, Проінформований, Подвійне життя, Зведено до науки, Пацієнти є чеснотою, Ідеальна картина, Як шматок пирога, Особлива доставка, Тюрві-аутопсія, Смерть комерсанта, Засмердітися димом
- Нові ігрові функції/взаємодії: макіяж і сіми-чоловіки, чоловіча вагітність, народження дітей у лікарні, визначення статі у дитини, радіо-станція легкої музики, телеканал для прибульців, торговий майданчик, лоти для закупки товарів по роздрібним цінам, записник, сіми та захворювання, перекуси, роздрібні ціни
- Нові навички: Випікання, Фотографування
- Новий район: Магнолія Променейд
- Нові колекції: геоди
- Нові кар'єри: Детектив, Лікар, Науковець
- Нові інтерактивні об'єкти: манекени, цифрові камери, фотостудія

## Музика
| Список саундтреків The Sims 4: Get to Work | Список саундтреків The Sims 4: Get to Work | Список саундтреків The Sims 4: Get to Work | Список саундтреків The Sims 4: Get to Work | Список саундтреків The Sims 4: Get to Work |
| #                                          | Назва                                      | Автор                                      | Радіо                                      | Тривалість                                 |
| ------------------------------------------ | ------------------------------------------ | ------------------------------------------ | ------------------------------------------ | ------------------------------------------ |
| 1.                                         | «Whistle»                                  | Katy Tiz                                   | Поп                                        | 3:36                                       |
| 2.                                         | «Wild»                                     | Red Atlas                                  | Поп                                        | 3:45                                       |
| 3.                                         | «Drunk and Incapable»                      | Krishane                                   | Поп                                        | 3:18                                       |
| 4.                                         | «Nothing's Wrong»                          | Echosmith                                  | Поп                                        | 3:49                                       |
| 5.                                         | «Long Way Down»                            | Robert DeLong                              | Альтернативний рок                         | 3:54                                       |
| 6.                                         | «Zhivago»                                  | Paper Route                                | Альтернативний рок                         | 3:01                                       |
| 7.                                         | «Everywhere I go»                          | New Politics                               | Альтернативний рок                         | 3:24                                       |
| 8.                                         | «Up we go»                                 | Lights                                     | Альтернативний рок                         | 2:50                                       |
| 9.                                         | «The Business of Emotion»                  | Big Data                                   | Альтернативний рок                         | 3:59                                       |
| 10.                                        | «Lolligag»                                 | Bg RL Ps                                   | Легка музика                               | 2:56                                       |
| 11.                                        | «16th Precinct»                            | DT Jm me                                   | Легка музика                               | 2:38                                       |
| 12.                                        | «Long Road Home»                           | DT Jm me                                   | Легка музика                               | 2:01                                       |
| 13.                                        | «Cityscape»                                | L'Estrange                                 | Легка музика                               | 1:32                                       |
| 14.                                        | «Gallery And Hilary»                       | L'Estrange                                 | Легка музика                               | 2:24                                       |
| 15.                                        | «Beat Trekers»                             | Marsac                                     | Легка музика                               | 3:01                                       |
| 16.                                        | «Carnaby Street»                           | Marsac                                     | Легка музика                               | 2:25                                       |
| 17.                                        | «Elevator»                                 | O'Brien                                    | Легка музика                               | 3:55                                       |